# Мэтьюз, Брандер
Джеймс Брандер Мэтьюз (21 февраля 1852 — 31 марта 1929) — американский писатель, теоретик литературы и педагог.
Он был первым штатным профессором драматической литературы в американском университете и сыграл значительную роль в становлении театра как предмета, достойного формального изучения в академическом мире. Его интересы варьировались от Шекспира, Мольера и Ибсена до французских бульварных комедий, народного театра и нового реализма своего времени.

## Биография
Мэтьюз родился в богатой семье в Новом Орлеане, вырос в Нью-Йорке и окончил Колумбийский колледж в 1871 году, где он был членом Филолексианского общества и братства Дельта Пси, и юридической школы Колумбии в 1873 году. У него не было реального интереса к закону, ему никогда не нужно было зарабатывать на жизнь (учитывая состояние его семьи) и он занялся литературной карьерой, публикуя в 1880-х и 1890-х годах рассказы, романы, пьесы, книги о драме и т. Д. биографии актёров и три книги очерков городской жизни. Одна из них, «Виньетки Манхэттена» (1894 г.), была посвящена его другу Теодору Рузвельту. С 1892 по 1900 год он был профессором литературы в Колумбийском университете, а затем занимал кафедру драматической литературы до своего выхода на пенсию в 1924 году. Он был известен как увлекательный лектор и харизматичный, но требовательный учитель. Его влияние было таким, что популярный каламбур утверждал, что целое поколение было «заклеймено одним и тем же Мэтьюзом».
Во время своего длительного пребывания в Колумбии Мэтьюз создал и курировал «драматический музей» костюмов, сценариев, реквизита и других сценических реликвий. Изначально размещавшаяся в четырёхкомнатном комплексе в Философском зале, коллекция была разделена и продана после его смерти. Однако его книги были включены в университетскую библиотеку, а диорамы театра «Глобус» и других исторических драматических мест были разбросаны для всеобщего обозрения по кампусу, в основном в Додж-холле. Мэтьюз был вдохновителем для ныне разрушенного театра Брандер Мэтьюз на 117-й улице, между Амстердам-авеню и Морнингсайд-драйв. Английская профессура на его имя до сих пор существует в Колумбии.

## Обучение
Ученики Мэтьюса знали его как человека, хорошо разбирающегося в истории драмы и знающего не меньше континентальных драматургов, чем американских и британских драматургов. Задолго до того, как они вошли в моду, он защищал драматургов, которые считались слишком смелыми для американских вкусов, таких как Герман Судерман, Артур Пинеро и в первую очередь Хенрик Ибсен, о которых он писал часто и красноречиво. Его ученики также знали его как самоуверенного человека с несколько консервативными политическими взглядами. Драматург С. Н. Берман, который учился у него в 1917 году, вспоминал в своих мемуарах: «Однажды я совершил ошибку, принеся в класс экземпляр [либерального журнала] The New Republic. Я действительно внёс в это свой вклад. Мэтьюз посмотрел на «Новую республику» и сказал: «Мне жаль, что вы тратите своё время на это». Как убеждённый республиканец и близкий человек Теодора Рузвельта, он должен был выполнить свой долг». Он также мог быть «простым и анекдотичным», признал Берман, и его уважали в университетском городке как светского человека. Он жил для театра и ясно дал понять, что верит в то, что театр — это прежде всего искусство перформанса и что пьесы, как литературные тексты, никогда не должны рассматриваться в том же свете. И всё же, в классе он был пунктуальным руководителем сценического мастерства.

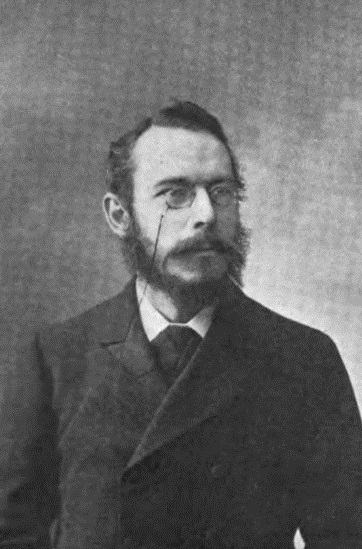
Брандер Мэтьюз.

Другие студенты вспоминали его как учителя, который вызывал «смесь любви и нетерпимости» и вёл себя так, чтобы никогда не скрывать своё привилегированное происхождение, связи и знакомства. Его отношения с коллегами из Колумбийского университета иногда были враждебными. Его консерватизм стал более явным в его более поздние годы: он был непреклонен в отношении приёма женщин в свои аспирантуры и публично высказал мнение, что женщины не обладают природными способностями быть великими драматургами. По словам Марка Ван Дорена, он преподавал по факультативу «древняя американская литература», который отказывался пересматривать на протяжении десятилетий. Неудивительно, что он был естественной мишенью для поколения писателей и активистов времён Первой мировой войны. Пересматривая автобиографию Мэтьюза в 1917 году, радикальный критик и выпускник Колумбийского университета Рэндольф Борн жаловался, что для Мэтьюза «литература была жестом аристократии, а не пониманием жизни». В книге «На родной земле» Альфред Казин охарактеризовал его как «литературного джентльмена».
Мэтьюз обучал ряд студентов, которые впоследствии сделали большую карьеру в театре, в том числе драматурга Бермана и драматических критиков Старка Янга, Людвига Льюизона и Джона Гасснера (John Gassner).

## Литературная деятельность
Брандер Мэтьюз был плодовитым, разнообразным и неоднозначным писателем, автором более тридцати книг. Его собственные романы и пьесы ничем не примечательны и давно забыты (претензия на известность одной из его пьес заключается в её статусе сноски в романе Теодора Драйзера «Сестра Кэрри»: это мелодрама «Золотая шахта», которую посещает Кэрри и заставляет её задуматься о карьере на сцене). Некоторые из его обзоров американской литературы и драматургии очень хорошо продавались как учебники для школ и колледжей. Тем не менее, одна из его самых ранних книг, «Французские драматурги девятнадцатого века» (1881 г.), представляет собой отличное научное исследование предмета, которое дважды переиздавалось и переиздавалось за два десятилетия, а его автобиография 1919 года «Эти многие годы» - это искусно рассказанная история. художественного образования человеком, который прожил богатую и продуктивную жизнь. Он также предлагает интересное воспоминание о жизни на Манхэттене c. 1860-1900 гг. Мэтьюз опубликовал биографию Мольера в 1910 году и биографию Шекспира в 1913 году.

## Иная деятельность
Мэтьюз вёл активную профессиональную жизнь за пределами кампуса. Он был одним из основателей Клуба авторов и Клуба игроков, а также одним из организаторов Американской лиги авторского права. Он был членом Американской академии искусств и литературы и президентом Национального института искусств и литературы в 1913 году. В 1906 году он был назначен первым председателем Совета по упрощенному правописанию и в 1910 году занимал пост президента Американской ассоциации современного языка. В 1907 году французское правительство наградило его орденом Почетного легиона за заслуги в продвижении французской драмы.

## Профессиональные связи и личная дружба
Брандер Мэтьюз не был типичным академиком своего времени. Он дружил со многими известными людьми, например. Роберт Луи Стивенсон, Редьярд Киплинг, Брет Харт, Марк Твен, Уильям Дин Хауэллс и Теодор Рузвельт. Его отношения с Твеном носили подшучивающий характер (Твен в своем знаменитом эссе «Литературные грехи Фенимора Купера» критикует утверждения Мэтьюса о литературных достоинствах Купера), в то время как его дружба с Хауэллсом была искренней и продолжительной. Переписка Мэтьюса с Рузвельтом, продолжавшаяся с 1880-х годов до периода правления Белого дома, была опубликована посмертно. У них была общая темпераментная близость, а также интерес к упрощенной орфографии.
Несмотря на то, что в более поздние годы он выглядел самодовольным и носил бакенбарды из бараньей шерсти спустя долгое время после того, как этот стиль прошёл, Мэтьюз всегда был очень общительным человеком. Он регулярно приглашал студентов в свою квартиру в Вест-Энде, чтобы по вечерам беседовать. В 1890-х годах он был членом неформальной группы под названием «Дружелюбные сыновья святого Вакха», которые собирались в богемном кафе в Гринвич-Виллидж для развлечения и чтения. Среди других членов группы были эрудит и космополитический критик Джеймс Гиббонс Хунекер и дебоширный художник Эша Джорджа Люкса, — два ньюйоркца, печально известные своими запоями, присутствие которых наводит на мысль, что «сыновья» не были посвящены чисто интеллектуальным развлечениям. Хунекер разделял желание Мэтьюза видеть драму как предмет серьёзной критики и, как и его академический друг, лоббировал большее внимание американской публики к продвинутым европейским драматургам. Эти двое пересеклись в Европе, когда Мэтьюз проводил исследования для своей первой книги «Театры Парижа» (1880). Мэтьюз также был членом давно существующего Gin Mill Club, весьма эксклюзивной неформальной организации, в которую входили президент университета Николас Мюррей Батлер и многочисленные государственные чиновники, одинаково преданные братским вечерам беседы, хорошему вину и хорошей еде.
Брандер Мэтьюз ушёл из Колумбийского университета в возрасте семидесяти двух лет. Он скончался в обществе своей жены Ады Харланд, актрисы, которая бросила карьеру, когда они поженились, и дочери, — их единственного ребёнка. Он умер в Нью-Йорке через пять лет после выхода на пенсию в 1929 году.

## Публикации
- Театры Парижа (1880)
- Французские драматурги девятнадцатого века (1881 г., переработка 1891 и 1901 гг.)
- Любовники Марджери (1884)
- Любовь с первого взгляда (1885)
- Актёры и актрисы США и Великобритании (пять томов, 1886 г.) с Лоуренсом Хаттоном
- Тайна моря (1886)
- Последняя встреча, рассказ (1887)
- Семейное древо и другие истории (1889)
- В вестибюле Limited (1892)
- Повесть о двадцати пяти часах (1892) с Джорджем Х. Джессопом
- Том Полдинг : история поиска кладов на улицах Нью-Йорка (1892 г.)
- Американизмы и бритицизмы (1892)
- Решение суда (1893 г.)
- История одной истории и других историй (1893)
- Эта картинка и эта : комедия (1894)
- Виньетки Манхэттена (1894)
- Этюды сцены (1894)
- Ручка и чернила : статьи на более или менее важные темы (1894)
- Королевский морской пехотинец: идил с пристани Наррагансетт (1894 г.) (новый ежемесячный журнал Харпера, июнь 1894 г.)
- Дар рассказывания историй (1895) (Новый ежемесячный журнал Харпера, октябрь 1895 г.)
- Сын его отца (1895), роман
- Старые и новые переплеты: Записки любителя книг со счетом нью-йоркского клуба Гролье (1895 г.)
- Аспекты художественной литературы (1896 г.; переработано в 1902 г.)
- Введение в изучение американской литературы (1896 г.)
- Сказки о фантазиях и фактах (1896)
- Исследования местного колорита (1898)
- Уверенный завтрашний день (1900)
- Действие и слово (1900)
- Исторический роман и другие очерки (1901)
- Части речи, Очерки английского языка (1901)
- Философия рассказа (1901)
- Развитие драмы (1903)
- Американский персонаж (1906)
- Рассказ (1907)
- Американцы будущего и другие очерки (1909)
- Мольер : его жизнь и творчество (1910)
- Введение в изучение американской литературы (1911)
- Беглецы от правосудия (1912) Поэзия.
- Виды Нью-Йорка (1912)
- Шекспир как драматург (1913)
- О действии (1914)
- Оксфордская книга американских эссе (1914)
- Книга о театре (1916)
- Эти многие годы (1917): автобиография
- Принципы игры (1919)
- Драматурги о создании пьес (1923)

## Дальнейшее изучение
- Ashton, Susanna M. (2000). Authorial Affiliations, Brander Matthews in Partnership. Symploke: A Journal of Comparative Theory and Literature. 7 (1–2).